# Omphaletis florescens
Omphaletis florescens är en fjärilsart som beskrevs av Walker 1856. Omphaletis florescens ingår i släktet Omphaletis och familjen nattflyn. Inga underarter finns listade i Catalogue of Life.